# فوشية بركانية
فوشية بركانية (الاسم العلمي:Fuchsia vulcanica) هو نوع من النباتات يتبع جنس الفوشية من الفصيلة الأخدرية.